# Моргонђори
Моргонђори (итал. Morgongiori) је насеље у Италији у округу Ористано, региону Сардинија.
Према процени из 2011. у насељу је живело 775 становника. Насеље се налази на надморској висини од 362 м.

## Становништво
Према резултатима пописа становништва 2011. у општини је живело 777 становника.
| 1931. | 1936. | 1951. | 1961. | 1971. | 1981. | 1991. | 2001. | 2011. |
| ----- | ----- | ----- | ----- | ----- | ----- | ----- | ----- | ----- |
| 1.294 | 1.322 | 1.500 | 1.449 | 1.243 | 1.129 | 1.037 | 892   | 777   |